# Почётные звания России
Почётные звания России — почётные звания, существовавшие ранее в Российской империи и в СССР и существующие в настоящее время в Российской Федерации.
При учреждении новых государственных наград (в том числе Почётных званий) России соблюдаются геральдические и исторические традиции государственных наградных систем Российской Федерации, СССР и Российской империи.

## Почётные звания Российской империи
- Заслуженный артист Императорских театров
- Мануфактур-советник
- Коммерции советник
- Почётный опекун